# Hiram Fong
Pour les articles homonymes, voir Fong.
Hiram Fong, né le 15 octobre 1906 à Honolulu, territoire d'Hawaï (États-Unis) et décédé le 18 août 2004 à Kahaluu dans le même archipel, est un homme politique américain membre du Parti républicain et premier sénateur d'Hawaï, entre 1959 et 1977.

## Biographie
Premier sénateur d'Hawaï lorsque l'archipel devient un État américain en 1959, il est également le premier sénateur asio-américain et sino-américain à être élu. Il est également le premier asio-américain à participer aux primaires d'un des deux grands partis américains, en l'occurrence les primaires républicaines pour l'élection présidentielle américaine de 1964.